# Der Tag, der alles veränderte
Der Tag, der alles veränderte (Originaltitel: Après lui) ist ein französisches Filmdrama von Gaël Morel aus dem Jahr 2007 mit Catherine Deneuve in der Hauptrolle. 

## Handlung
Franck und Mathieu sind die besten Freunde und studieren gemeinsam in Lyon. Eines Tages kommt Mathieu bei einem Autounfall ums Leben. Seine Mutter Camille ist am Boden zerstört, lädt Franck aber dennoch zur Trauerfeier ein, obwohl dieser am Steuer des verunglückten Wagens gesessen hatte. Weil sie möchte, dass Franck neben dem Studium ein gutes Auskommen hat, stellt sie ihn sogar in ihrer Buchhandlung ein. Camilles Familie hat derweil für ihr Verhalten kein Verständnis. 
Bei einer gemeinsamen Autofahrt will Camille, dass Franck schneller fährt. Franck hält schließlich an und geht wütend davon. Als sie ihm auflauert und seine Eltern wiederholt anruft, hat Franck genug von ihrer Zuwendung. Als sie ihn zu einem Konzert einer Rockband einlädt, sagt er dennoch zu. Nach dem Konzert verbringen sie noch etwas Zeit miteinander und sprechen über Mathieu. Franck bricht dabei in Tränen aus und Camille versucht, ihn zu trösten. Bei einer Lesung in Camilles Buchhandlung liest ein junger Mann eine Passage über einen Autounfall vor. Anschließend gehen der junge Mann, Camille und Franck in eine Bar. Danach fahren Camille und Franck zum Unfallort, wo Franck auf Camilles Wunsch hin den Baum, gegen den das Auto geprallt ist, mit Benzin in Brand steckt. Nach diesem Vorfall wird Camille gerichtlich untersagt, Franck zu nahe zu kommen. 
Mathieus Vater François, von dem Camille geschieden ist, macht sich zunehmend Sorgen um seine Ex-Frau. Als ihre gemeinsame Tochter Laure einen Sohn zur Welt bringt, hält sich Camille nur kurz im Krankenhaus auf. Sie sucht stattdessen ein paar Kommilitonen von Franck auf und läuft einem jungen Studenten hinterher. Nachdem Francks Eltern Camille einen Motorroller zurückgebracht haben, den Camille Franck zum Geburtstag geschenkt hat, versucht sie, den Roller auf einer Brücke an vorbeikommende Passanten zu verschenken. Sie reist schließlich nach Portugal, wo Franck herstammt und wo sie sich mit ihm verabredet hat. Sie geht in sein Zimmer, streichelt ihm zärtlich über die Wange und beobachtet ihn beim Schlafen.

## Hintergrund
Die Dreharbeiten fanden in Paris, Portugal, Beaujolais, im Kanton Thoissey sowie in Lyon statt, wo die Stadtviertel Croix-Rousse und La Duchère sowie das Rathaus als Schauplätze dienten.
Der Tag, der alles veränderte wurde am 21. Mai 2007 bei den Internationalen Filmfestspielen von Cannes uraufgeführt und kam zwei Tage später in die französischen Kinos. Am 22. August 2012 wurde der Film von ARTE erstmals im deutschen Fernsehen gezeigt.

## Kritiken
Das Lexikon des internationalen Films bezeichnete den Film als „[d]üstere, einfühlsam erzählte Geschichte einer krankhaften Obsession, die von der überragenden Hauptdarstellerin ohne Kompromisse interpretiert wird“. Cinema meinte, dass sich „Camilles obsessives Verhalten nicht restlos erschließt“, dennoch „berührt das Spiel der Deneuve“. Der Film sei letztlich eine „[b]eeindruckende One-Woman-Show“.

## Deutsche Fassung
Die deutsche Synchronfassung entstand bei der TaunusFilm Synchron in Berlin. Für das Dialogbuch und die Synchronregie war Monica Bielenstein zuständig.
| Rolle         | Darsteller        | Synchronsprecher |
| ------------- | ----------------- | ---------------- |
| Camille       | Catherine Deneuve | Uta Hallant      |
| Franck        | Thomas Dumerchez  | Julius Jellinek  |
| François      | Guy Marchand      | Reinhard Kuhnert |
| Laure         | Élodie Bouchez    | Manja Doering    |
| Francks Vater | Luis Rego         | Eberhard Prüter  |